# Heilbronn
Heilbronn (pronunciación en alemán: /haɪ̯lˈbʁɔn/ⓘ) es una ciudad al norte de Baden-Wurtemberg en Alemania con 120.000 habitantes, siendo la sexta ciudad más grande de Baden-Wurtemberg.
La ciudad está situada a orillas del río Neckar. Antiguamente fue una ciudad libre imperial («freie Reichsstadt») y hoy en día es una ciudad independiente y sede de la región de Heilbronn. También es el mayor centro económico de la región de Heilbronn-Franken, que incluye el noreste de Baden-Wurtemberg casi por completo.

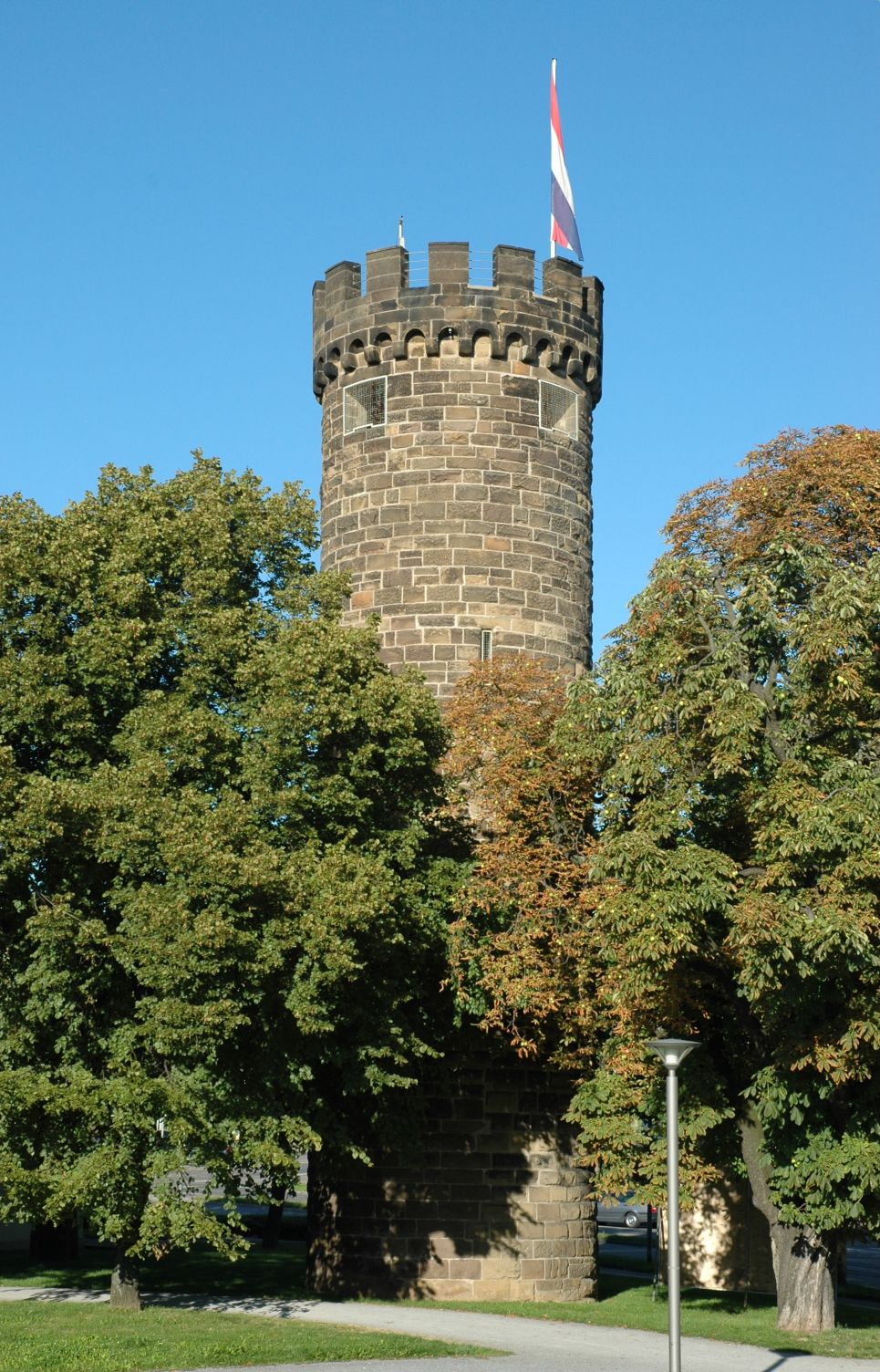
Bollwerksturm

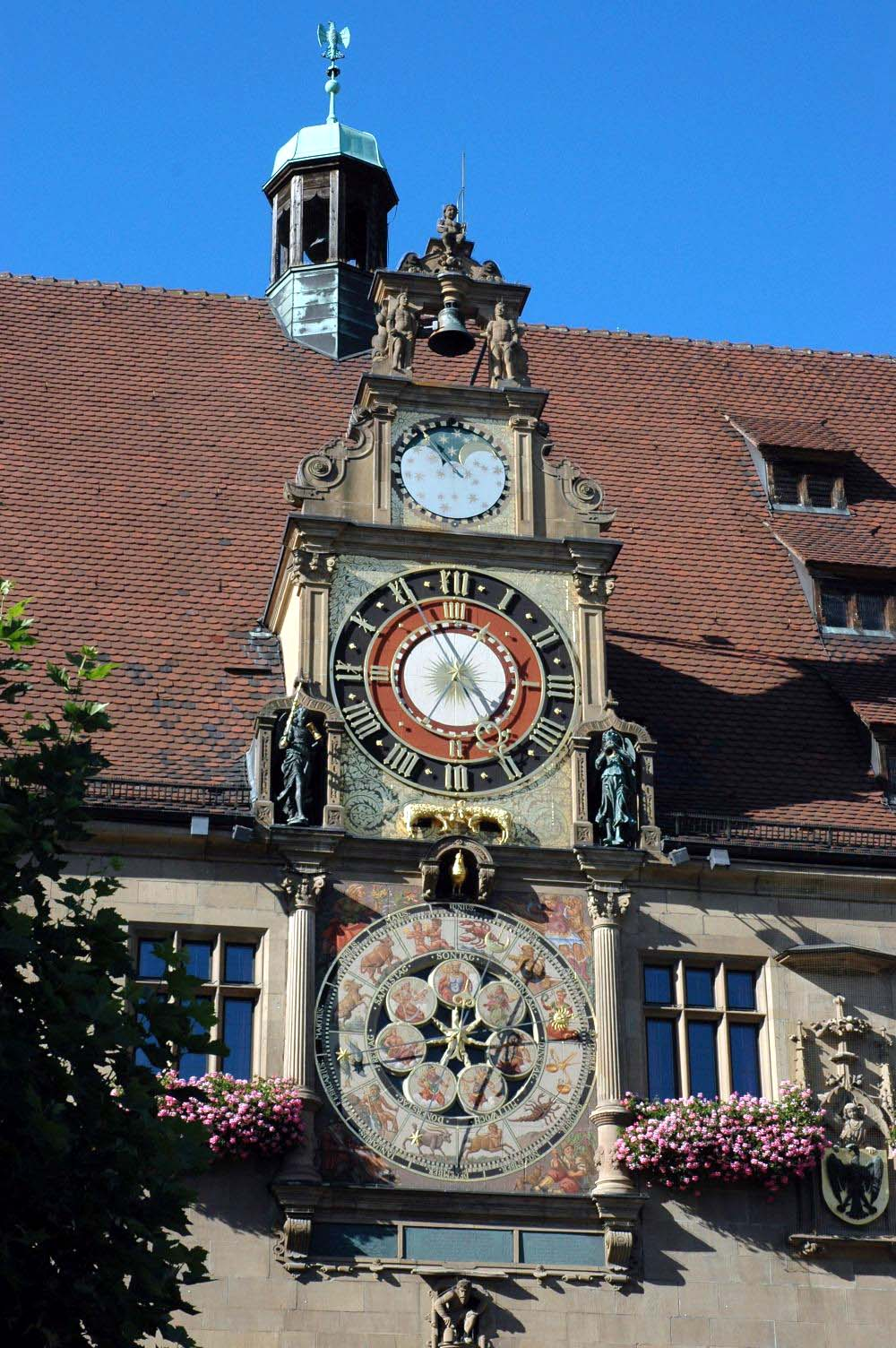
El reloj astronómico del ayuntamiento

Heilbronn es conocida por su industria vinícola y también recibe el apelativo de Käthchenstadt por la obra de Heinrich von Kleist llamada Das Käthchen von Heilbronn.
Aparece también en la película de 2011: "Sherlock Holmes, Juego de Sombras".

## Geografía
Heilbronn está situada en un valle por debajo del monte Wartberg. Está rodeada de numerosos viñedos. El punto más alto es el monte Reisberg con 378 metros.
Barrios:
- Ciudad
- Böckingen
- Neckargartach
- Sontheim
- Klingenberg
- Frankenbach
- Kirchhausen
- Biberach
- Horkheim

## Ciudades hermanadas
- Béziers, Francia (1965)
- Neath Port Talbot, Reino Unido (1966)
- Solothurn, Suiza (1981)
- Stockport, Reino Unido (1982)
- Fráncfort del Óder, Alemania (1988)
- Słubice, Polonia, (1998)